# Molzen (Uelzen)
 Molzen  ist ein Ortsteil der Hansestadt Uelzen im niedersächsischen Landkreis Uelzen.

## Geografie und Verkehrsanbindung
Der Ort liegt nordöstlich des Kernbereichs von Uelzen.
Westlich und nördlich fließt die Wipperau, ein rechter Nebenfluss der Ilmenau.
Westlich verläuft die B 4 und südlich die B 191 und die B 493.

## Bauwerke

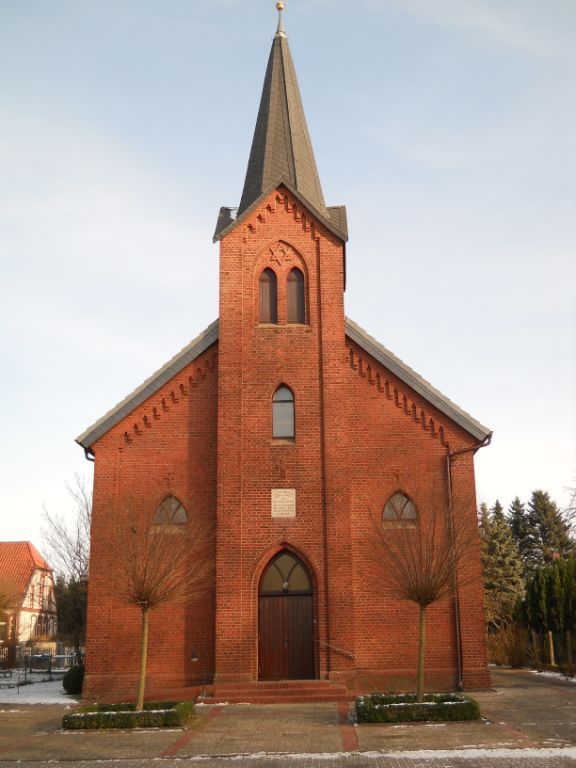
Christuskirche

- Die Christuskirche ist ein neugotischer Backsteinbau am nordwestlichen Ortsrand. Sie wurde 1887 errichtet und besitzt bemerkenswerte Buntglasfenster im Chorraum.